# Pim Fortuyn
Wilhelmus Simon Petrus (Pim) Fortuyn, officieel Fortuijn (Velsen, 19 februari 1948 – Hilversum, 6 mei 2002) was een Nederlandse wetenschapper, bestuurder, politicus en auteur die in brede kring bekend werd als lijsttrekker van de politieke partij Leefbaar Nederland en later de Lijst Pim Fortuyn. Hij schudde het politieke landschap op met polariserende uitspraken over de gevestigde politieke orde, de islam en migratie, en wordt gezien als een van de wegbereiders van het Europees rechts-populisme. Fortuyn werd op 6 mei 2002 vermoord vanwege zijn politieke standpunten, de eerste politieke moord in Nederland sinds 1672.
Fortuyn promoveerde in de sociale wetenschappen en was van 1990 tot 1995 bijzonder hoogleraar aan de Erasmus Universiteit in Rotterdam, waar hij het vak marxisme doceerde. Hij was tot 1989 lid van de PvdA. In 2001 werd hij tot lijsttrekker verkozen van Leefbaar Nederland en trok sterk de aandacht vanwege zijn kijk op de islam en het vreemdelingenbeleid. Na zijn ontslag bij deze partij, vanwege omstreden uitspraken over de Grondwet, richtte hij zijn eigen Lijst Pim Fortuyn op in de aanloop naar de Tweede Kamerverkiezingen van 2002. Fortuyn werd vermoord door de extreemlinkse milieuactivist  Volkert van der Graaf op het Media Park te Hilversum, negen dagen voor de verkiezingen.
De openlijk homoseksuele Fortuyn was een flamboyante persoonlijkheid, die zich kenmerkte door opmerkelijke uitspraken en een onconventionele manier van debatteren. Mede door de thema's die hij aansneed, domineerde hij in 2002 maandenlang de Nederlandse politiek. Na zijn overlijden is zijn politieke erfenis op diverse plaatsen in de Nederlandse politiek en samenleving overgenomen en zichtbaar geworden. Er wordt in dit verband ook wel eens gesproken van de Fortuyn-revolte en van het Fortuynisme.

## Biografie

### Jeugd en opleiding
Fortuyn werd geboren in Velsen-Zuid, gemeente Velsen, Noord-Holland, als derde kind in een rooms-katholiek gezin met uiteindelijk zes kinderen. Fortuyns vader was vertegenwoordiger in enveloppen en papier. Het gezin werd, zoals gebruikelijk bij katholieke huishoudingen in die tijd, geleid en beschermd door Fortuyns moeder. Zijn vader was thuis vaak afwezig door zijn werk en talrijke activiteiten in het katholiek verenigingsleven.

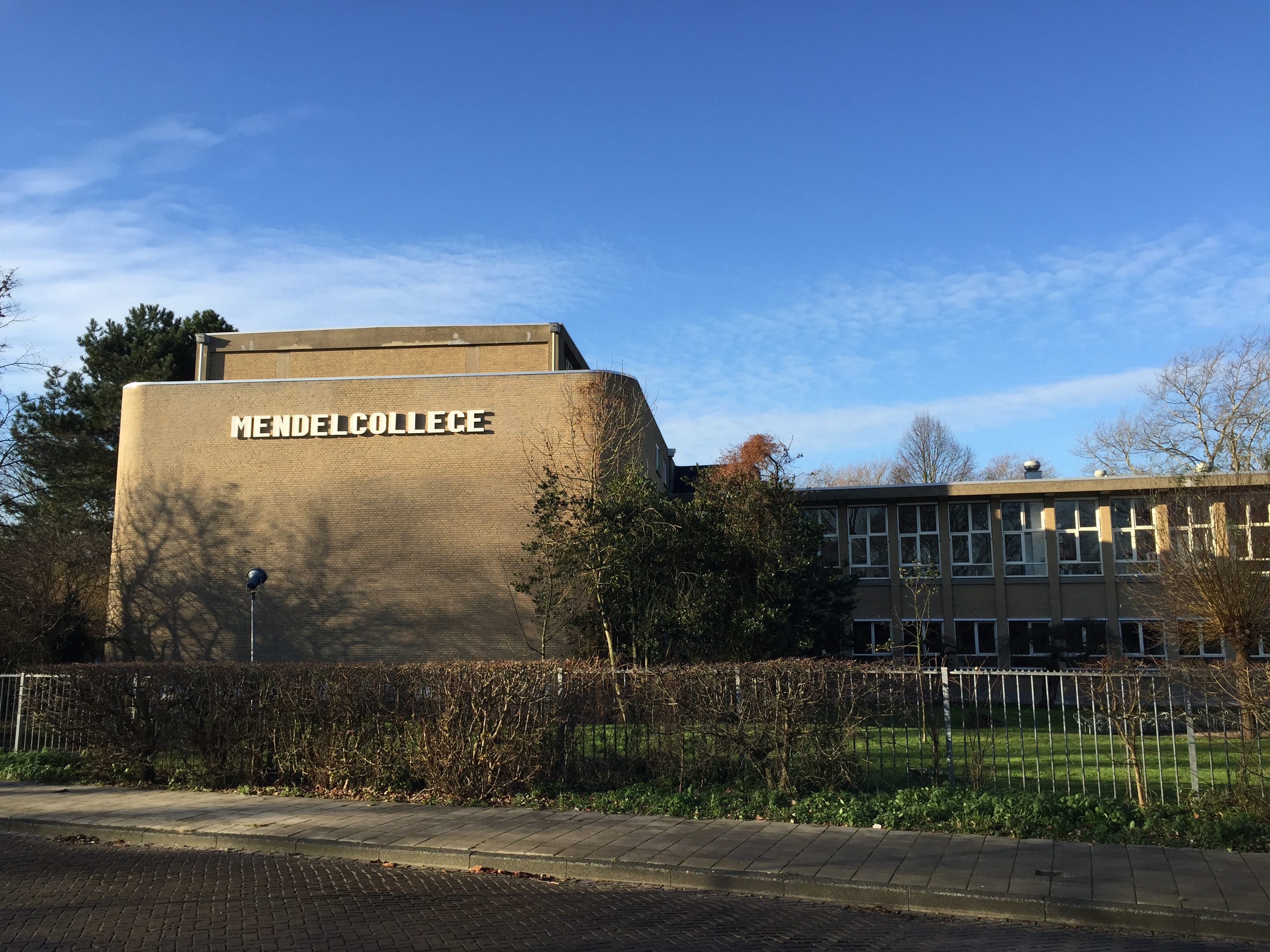
Het Mendelcollege in Haarlem, waar Fortuyn naar de middelbare school ging.

Hij bezocht een katholieke lagere school. Fortuyn omschreef deze tijd later als "vreselijk", en zou daardoor een hekel aan nonnen hebben gekregen. De pastoor van de parochie H. Engelmundus in Driehuis waartoe de familie hoorde, J.P. Bik, bewonderde hij. Zijn middelbareschooltijd aan het Mendelcollege te Haarlem van de paters Augustijnen, hij volgde daar de HBS-B opleiding, ervoer Fortuyn als "uiterst aangenaam". Gedurende zijn tienerjaren voelde Fortuyn zich geestelijk verwant met de rector van zijn school, pater Hutjens, en had met hem zeer goede contacten. In zijn jeugd wilde Fortuyn aanvankelijk priester worden en ambieerde in de kerkelijke wereld een carrière en invloedrijke functie; uiteindelijk besloot hij wegens het priestercelibaat niet naar het grootseminarie te gaan.
Vanaf 1967 studeerde hij sociologie en volgde daarnaast colleges in scheikunde, rechten, economie en geschiedenis aan de Gemeente Universiteit Amsterdam (tegenwoordig Universiteit van Amsterdam). Wegens de massaliteit van de colleges aldaar, koos hij na het eerste trimester voor de kleinschaliger Vrije Universiteit en volgde daar naast zijn studie sociologie ook colleges in bestuurskunde, bedrijfssociologie, (sociaal-economische) geschiedenis, economie en staats- en bestuursrecht. In 1971 slaagde hij voor zijn doctoraalexamen sociologie. Hij was rond de '100-uren bezetting' van de VU in februari 1972 enige tijd actief in de Studentenvakbond SRVU.

### Academische carrière

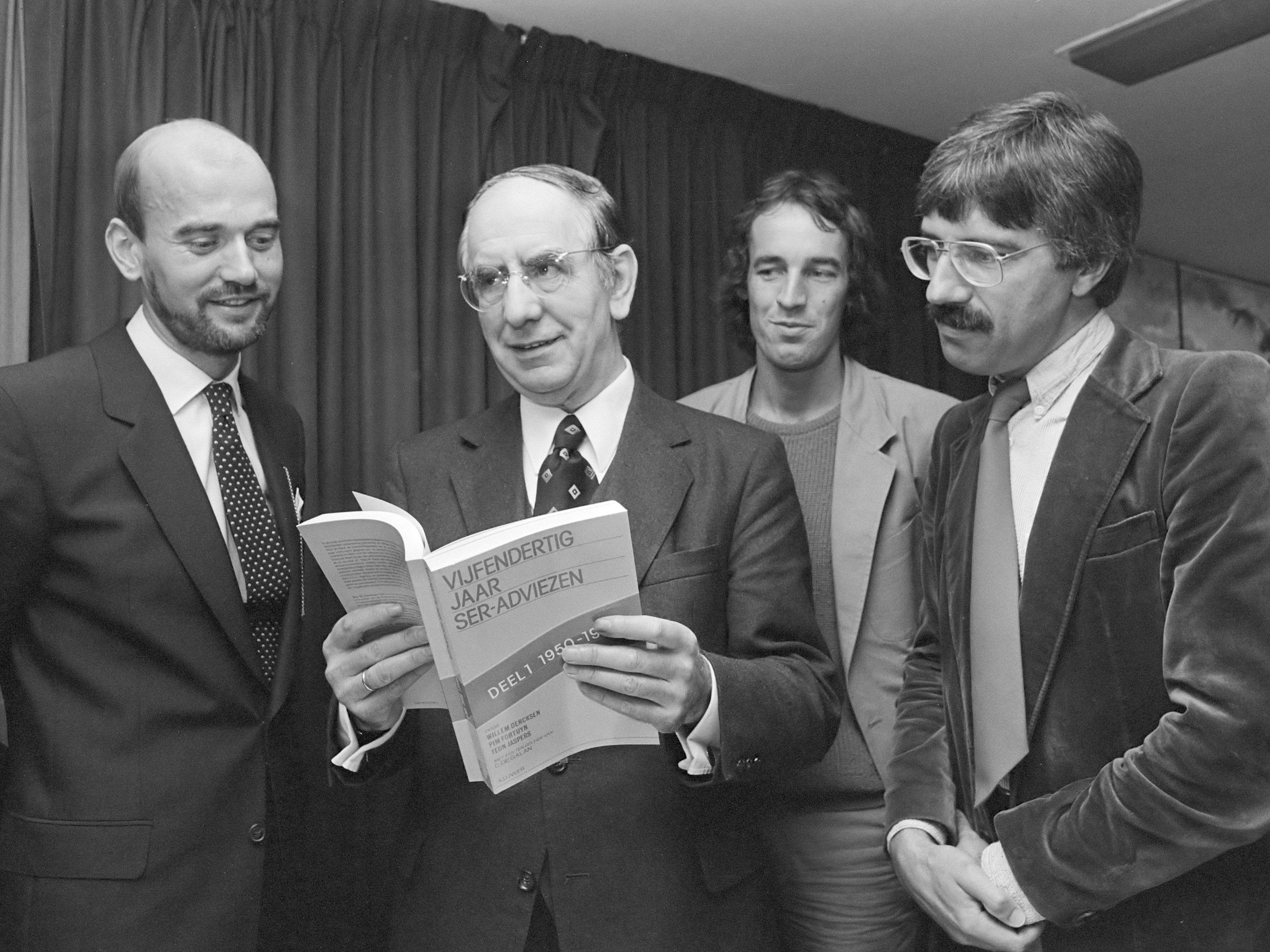
Pim Fortuyn, Jan Willem de Pous, Willem Dercksen en Teun Jaspers bij de presentatie van Vijfendertig jaar SER-adviezen (1982)

Fortuyn kreeg een aanstelling als universitair docent marxistische sociologie aan de Rijksuniversiteit Groningen en verhuisde naar Groningen. Fortuyn vroeg in 1972 het lidmaatschap aan van de Communistische Partij Nederland (CPN), wat hem werd geweigerd vanwege zijn politieke symphatie voor de hoogleraar Ger Harmsen, die de CPN eind 1950er jaren de rug had toegekeerd. Hij werd in 1973 lid van de Partij van de Arbeid (PvdA). In 1980 promoveerde Fortuyn bij Ger Harmsen op een proefschrift over de sociaaleconomische politiek in Nederland van 1945 tot 1949. In 1986 werd hij aangesteld als parttime wetenschappelijk medewerker van de Sociaal-Economische Raad (SER). Drie jaar later, in 1989, werd hij directeur van de OV-studentenkaart BV in Rotterdam met de opdracht deze dienst te automatiseren. In 1989 verliet hij de PvdA en probeerde hij bij de VVD binnen te komen. Prominent VVD-lid Henk Vonhoff praatte hem dat uit het hoofd en adviseerde hem partijloos te blijven en te gaan publiceren.

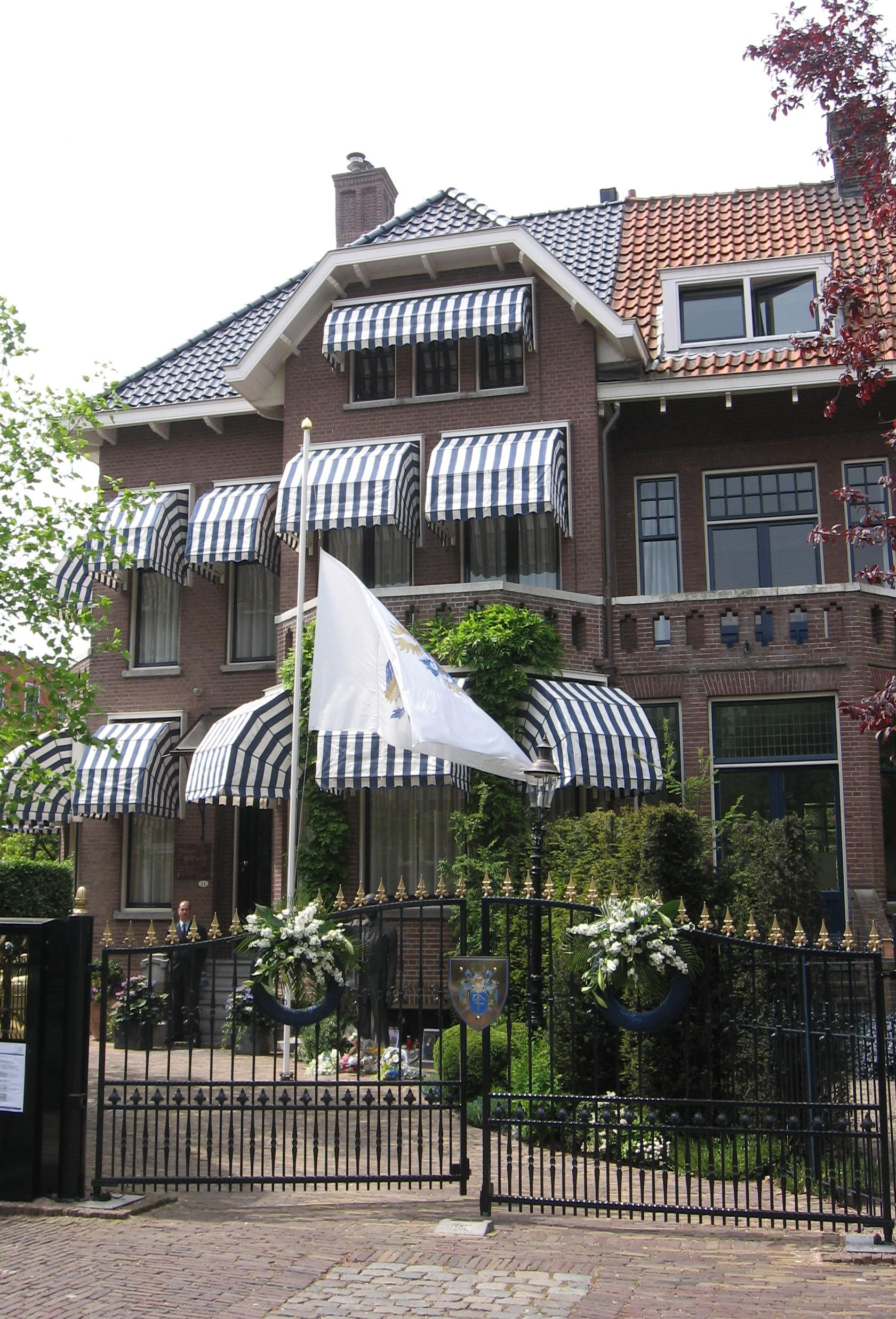
Palazzo di Pietro aan het G.W. Burgerplein in Rotterdam-West, het huis van Fortuyn in de periode vanaf 31 juli 1998 tot zijn dood.

In 1990 verhuisde Fortuyn naar de Randweg 76 in Rotterdam. Daar was hij van 1990 tot 1995 bijzonder hoogleraar arbeidsvoorwaardenvorming bij de overheid (Albeda-leerstoel) aan de Erasmus Universiteit.

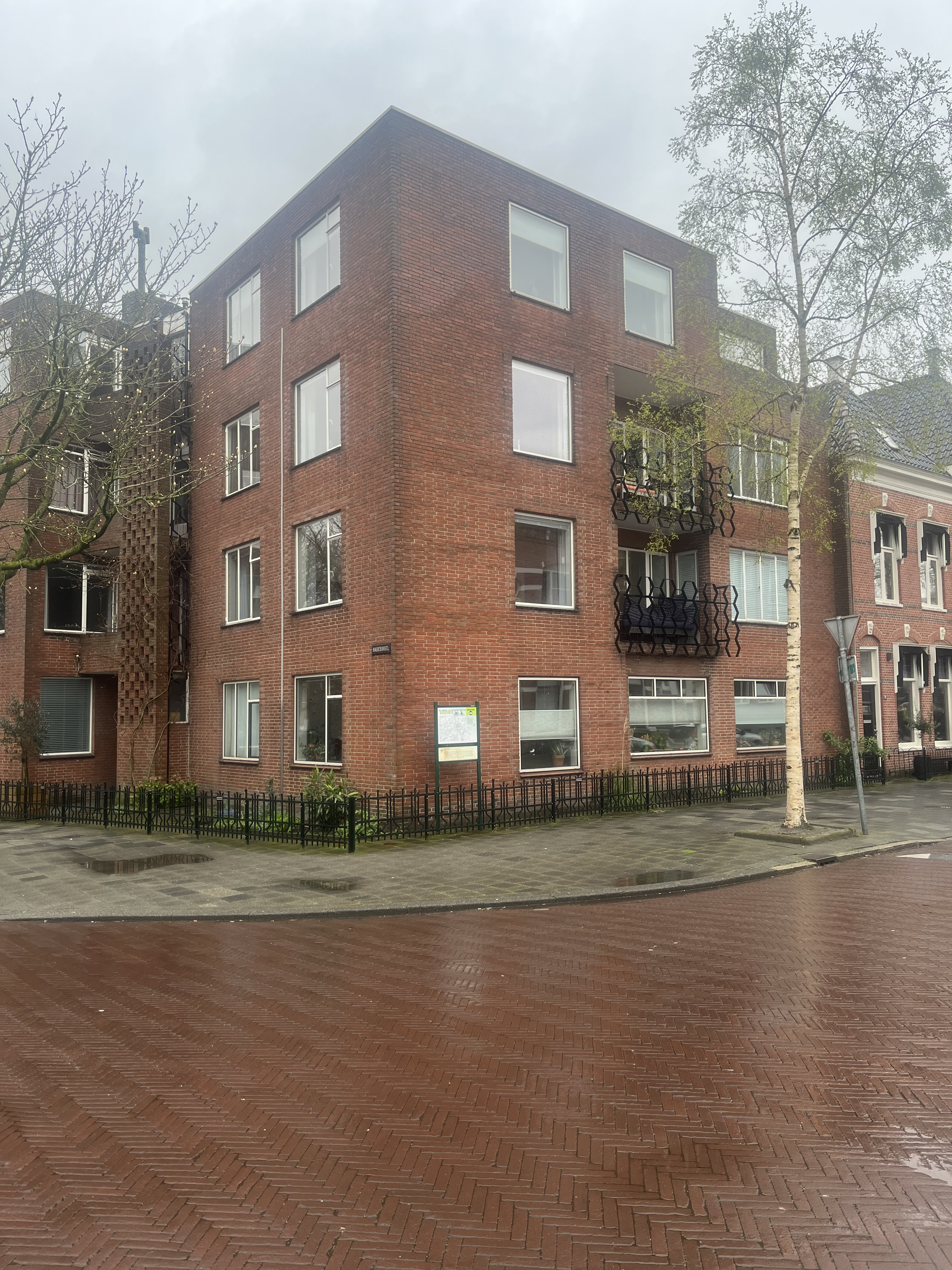
Het huis van Fortuyn aan de Radesingel in Groningen, hij woonde op de bovenste verdieping van 1973 tot 1988.

### Politiek publicist
Al vroeg in zijn carrière raakte Fortuyn politiek betrokken. Hij publiceerde zijn veelal eigenzinnige standpunten in zijn boeken en columns. Zo was hij van 1993 tot 2001 columnist voor weekblad Elsevier. In zijn columns trad hij op als criticus van 'Paars'. In 1992 schreef hij Aan het Volk van Nederland, waarin Fortuyn zichzelf bestempelde als de opvolger van de tegendraadse politicus Joan Derk van der Capellen tot den Pol, die zich in de achttiende eeuw onder andere in het pamflet Aan het Volk van Nederland tegen het politieke establishment had verzet.

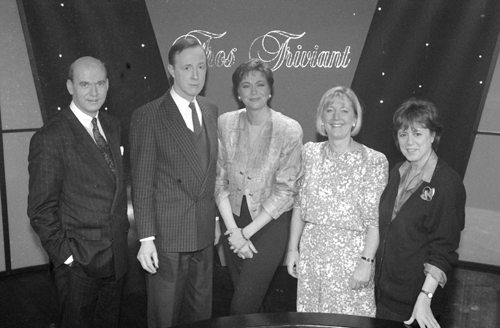
Fortuyn (links) tijdens een opname van Tros Triviant in 1991.

In 1994 kreeg hij een eigen programma op de regionale zender Radio Rijnmond en verscheen van zijn hand het boek Het zakenkabinet Fortuyn, een bundeling van columns van zijn hand waarin duidelijk begon door te klinken dat hij nationale politieke ambities had. Herhaalde pogingen in de jaren 1990 om bij de VVD en het CDA in de gunst te komen mislukten.
In 1995 schreef hij het boek De verweesde samenleving, waarin hij de veronpersoonlijking van de Nederlandse samenleving besprak. Als lid van de commissie Albeda was Fortuyn in 1999 samen met Hans Ouwerkerk, burgemeester Almere en de latere premier Jan Peter Balkenende te gast in het televisieprogramma Buitenhof naar aanleiding van het essay van Bram Peper over de stand van zaken in de Paarse coalitie en het (gebrek aan) gezag en de visie van de overheid.
In 1997 verscheen Fortuyns boek Tegen de islamisering van onze cultuur. Hij keerde zich in dat boek tegen de multiculturele samenleving. Kern van zijn betoog was dat de islam haaks zou staan op de waarden en normen van de moderne westerse samenleving. Dit werk en het verhitte debat dat in februari 1997 in het tv-programma Het Lagerhuis volgde, waren aanleiding voor Marcel van Dam om hem (in dat debat) een "buitengewoon minderwaardig mens" te noemen.
Ook toen Fortuyn geen bijzonder hoogleraar meer was aan de Erasmus Universiteit in Rotterdam, bleef hij de titel 'professor' met veel genoegen gebruiken. Dat verklaart mede het gebruik van de koosnaam Professor Pim, die onder meer Harry Mens hanteerde om hem in het televisieprogramma Business Class aan te kondigen.

### Carrière als politicus
Op 20 augustus 2001 maakte Fortuyn via actualiteitenprogramma 2Vandaag bekend de politiek in te willen. Voor de camera vertelde Fortuyn niet te moeten denken aan een eventueel Paars III. Negen dagen later maakte Kok bekend niet meer beschikbaar te zijn voor het lijsttrekkerschap en een paar weken later volgde 11 september toen islamitische terroristen de World Trade Towers in New York binnenvlogen. Het politieke speelveld was veranderd na deze opeenvolgende gebeurtenissen. Op 25 november dat jaar werd hij door de nieuw gevormde politieke partij Leefbaar Nederland gekozen tot lijsttrekker voor de parlementsverkiezingen van 15 mei 2002. Fortuyn stelde dat hij links noch rechts was, vroeg om meer openheid in de politiek en drukte zijn misnoegen uit over het zogeheten 'subsidiesocialisme'. Hij stelde minder overheidsinmenging voor in het onderwijs en de (gezondheids)zorg en was een voorstander van een hardere aanpak door de politie. Hij bekritiseerde de media als een Siamese tweeling met de politiek. Een aantal, voornamelijk linkse leden van de partij zegden hun lidmaatschap op uit protest tegen zijn benoeming.
Een interview in dagblad de Volkskrant van zaterdag 9 februari 2002 zorgde voor ophef. Fortuyn haalde een apocrief aan Voltaire toegeschreven citaat aan: "Ik kan uw mening nog zo abject vinden, maar ik zal uw recht verdedigen om die te uiten." Daarna vervolgde hij met: "Ik ben ook voor afschaffen van dat rare Grondwetsartikel: gij zult niet discrimineren. Prachtig. Maar als dat betekent dat mensen geen discriminerende opmerkingen meer mogen maken en die maak je in dit land nogal snel, dan zeg ik: dit is niet goed. Laat mensen die opmerkingen maar maken." Door veel journalisten werden deze woorden opgevat als een pleidooi voor het schrappen van artikel 1. Verder noemde hij de islam "een achterlijke cultuur" en vond hij dat Nederland een vol land was. Toen de interviewers Frank Poorthuis en Hans Wansink hem voorhielden dat hij dat laatste niet mocht zeggen van zijn partij, repliceerde hij met "Nou, daar moest ik me maar eens niet zoveel meer van aantrekken."
Fortuyn werd daarop door het bestuur van Leefbaar Nederland ontboden voor spoedoverleg. Hij weigerde zijn woorden terug te nemen en werd op 10 februari 2002 afgezet als lijsttrekker. De dag daarna kondigde hij zijn eigen beweging aan, de Lijst Pim Fortuyn (LPF), die op 14 februari officieel werd opgericht. De meeste aanhangers van Leefbaar Nederland vertrokken naar de nieuwe partij en deze scoorde in de daaropvolgende weken hoog in de opiniepeilingen.
Op 16 februari 2002 kwam de single "Wimmetje gaat, Pimmetje komt" uit, waarin Pierre Kartner met Fortuyn een duet zong. Het werd een bescheiden hit die kwam tot positie 88 in de Single Top 100.
Als lijsttrekker van Leefbaar Rotterdam behaalde Fortuyn een grote overwinning bij de gemeenteraadsverkiezingen op 6 maart 2002. De partij wist bijna vijfendertig procent van de stemmen in de wacht te slepen, waarmee ze met 17 van de 45 zetels de grootste fractie in de gemeenteraad werd. Aansluitend vond er een debat plaats in Amersfoort. Fortuyn werd fractievoorzitter. Met deze overwinning kwamen ook in veel andere gemeenten in Nederland de zogeheten Leefbaren zeer succesvol de gemeenteraad binnen.
In april 2002 publiceerde hij wat zijn laatste boek werd; De puinhopen van acht jaar paars, dat als verkiezingsprogramma voor de Lijst Pim Fortuyn ging dienen. Het boek werd op 14 maart 2002 in Nieuwspoort gepresenteerd, waarbij het zogenaamde taartincident plaatsvond: actievoerders gooiden een taart in Fortuyns gezicht. Dit incident was het begin van de discussie over Fortuyns beveiliging. Pim Fortuyn ontving anonieme brieven met doodsbedreigingen. Hij verklaarde zich zorgen te maken over zijn persoonlijke veiligheid. Hij noemde de Nederlandse samenleving in schijn verdraagzaam, niet in werkelijkheid.

### Moord

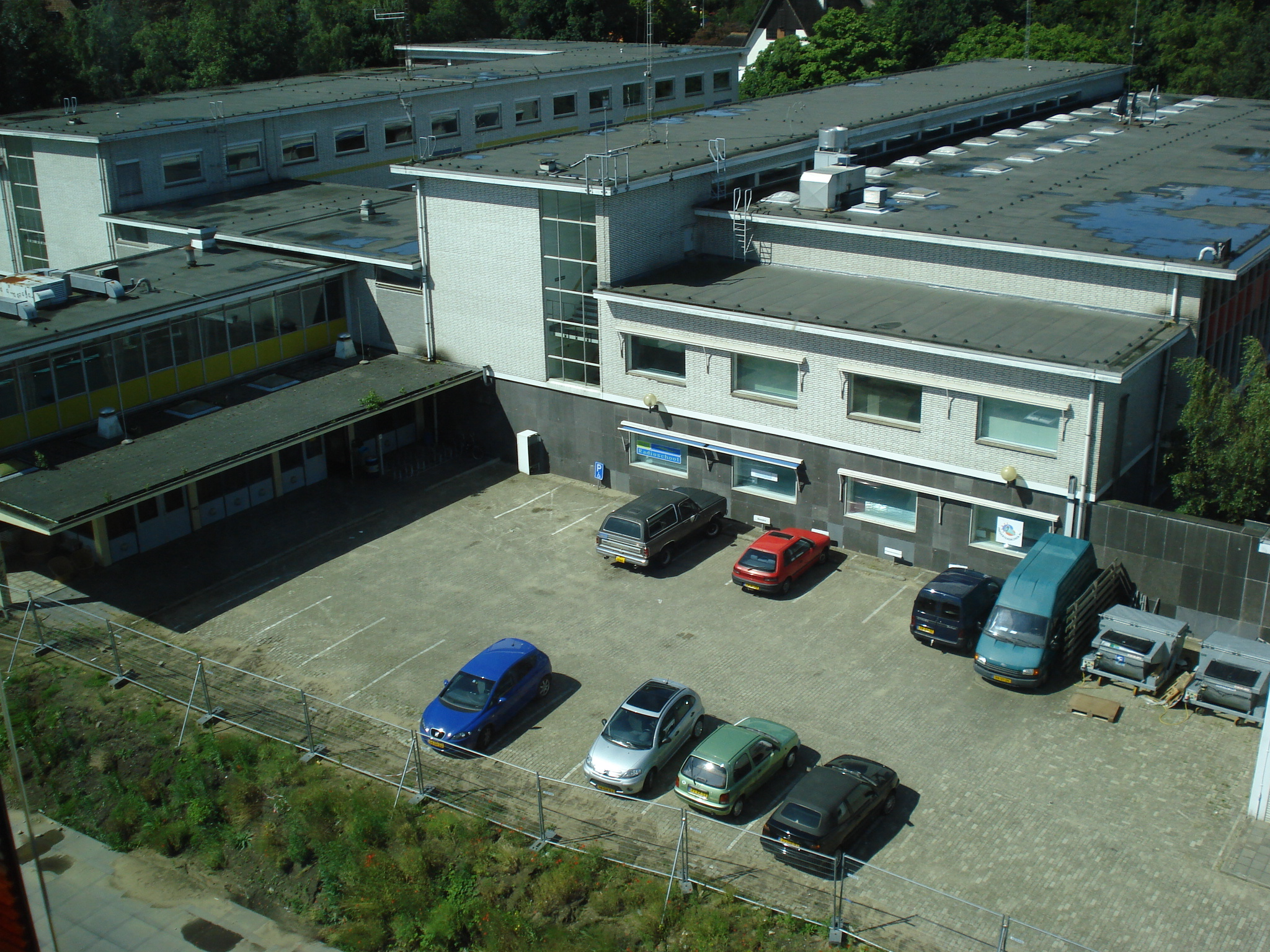
Locatie van de moord

Op 6 mei 2002, negen dagen voor de Tweede Kamerverkiezingen waar zijn Lijst Pim Fortuyn aan deelnam, werd hij op een parkeerterrein van het Audiocentrum op het Media Park in Hilversum vermoord door de links-extremist milieuactivist Volkert van der Graaf. De dader werd vrijwel direct na de moord gearresteerd. Hij werd later veroordeeld tot een gevangenisstraf van 18 jaar. De moord veroorzaakte veel ophef in binnen- en buitenland en maakte een discussie los over de vrijheid van meningsuiting. Er deden tevens verscheidene complottheorieën de ronde, waarover diverse boeken en documentaires zijn verschenen.
Fortuyn werd op 10 mei na een requiemmis in de kathedraal van Rotterdam onder massale belangstelling begraven op de begraafplaats Westerveld in zijn geboorteplaats Driehuis. Op 20 juli 2002 werden de stoffelijke resten van Fortuyn herbegraven in een praalgraf in Provesano in Italië, waar Fortuyn een vakantiewoning bezat.
Bij de verkiezingen voor de Tweede Kamer op 15 mei 2002 stond Fortuyn nog op de stemlijst. Daarop werden 1.358.942 stemmen uitgebracht. De LPF behaalde 26 zetels. Niet eerder had een partij bij de eerste deelname aan verkiezingen zoveel zetels in de Tweede Kamer behaald. Het succes bleek kortstondig. In 2006 behaalde de LPF geen enkele zetel meer.

## Standpunten

### Islam en vreemdelingenbeleid

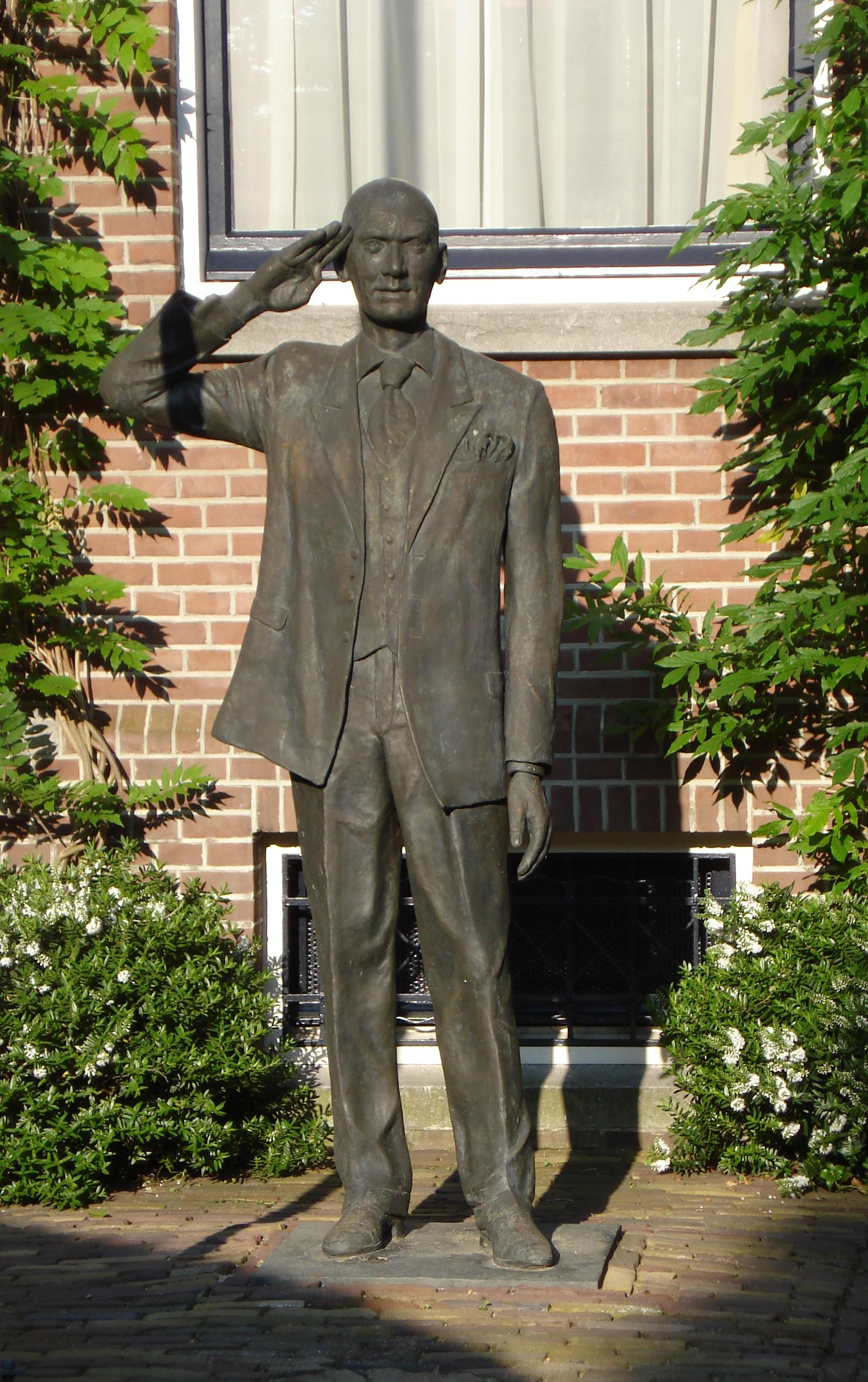
Standbeeld van Fortuyn bij zijn voormalige woning in Rotterdam

Fortuyn bekritiseerde de islamitische cultuur en hij betoogde dat in de Nederlandse samenleving islamisering plaatsvindt.
Toen hem werd gevraagd naar zijn kritiek op moslimimmigratie, legde Fortuyn uit: "Ik heb geen zin de emancipatie van vrouwen en homoseksuelen nog eens over te doen." In augustus 2001 citeerde het Rotterdams Dagblad hem onder andere als volgt: "Ik ben ook voor een 'koude oorlog' met de islam. De islam zie ik als een buitengewone bedreiging, als een ons vijandige samenleving."  In het tv-programma Business Class zei Fortuyn dat moslims in Nederland de Nederlandse samenleving niet accepteerden; hij geloofde dat de religie van de islam fundamenteel onverdraagzaam en onverenigbaar was met progressieve westerse waarden. Hij zei dat moslims in Nederland moeten accepteren dat ze samenwonen met Nederlanders en dat als dit voor hen onaanvaardbaar is, ze vrij zijn om te vertrekken. Fortuyn beweerde ook dat hij geen bezwaar had tegen moslimimmigranten vanwege hun ras of etniciteit en niet tegen een multiraciale samenleving was, maar tegen wat hij zag als gebrek aan integratie en onwil om zich aan te passen aan de Nederlandse normen van moderniteit en sociaal liberalisme binnen Moslim gemeenschappen.
In de tv-uitzending zei hij over dit onderwerp tot slot:

Als je hier bent: oké! Ik wil het met jullie [moslims]. Maar Tango takes two.

Op 9 februari 2002 zei hij in een interview in de Volkskrant over de islam onder andere: ''Ja die islam, die zondert mensen af. Ze zien ons als een minderwaardig soort mensen. [..] En ik natuurlijk nog dubbel, want ik ben niet alleen een christenhond, maar ook nog minder dan een varken'', "Ik háát de islam niet. Ik vind het een áchterlijke cultúúr", "Overal waar de islam de baas is, is het gewoon verschrikkelijk. [..] Omdat ze een normen- en waardenstelsel hebben dat zo hoog ligt dat je dat menselijkerwijs niet kunt handhaven." en: "Als ik het juridisch rond zou kunnen krijgen, dan zou ik gewoon zeggen: er komt geen islamiet meer binnen! Maar dat kan ik niet rond krijgen.'' Ook zei hij dat hij af wilde van "dat rare Grondwetsartikel: gij zult niet discrimineren", "als dat [artikel] betekent dat mensen geen discriminerende opmerkingen meer mogen maken". Zo zei hij dat ''als een imam weet te vertellen dat mijn levenswandel volstrekt verwerpelijk is en beneden die van varkens ligt: oké, dan zegt hij dat maar.'' Deze uitlatingen sloten aan bij zijn veelvuldige kritiek op het multiculturalisme.
In datzelfde interview zei hij verder dat Nederland met zestien miljoen inwoners vol was en dat er wat hem betreft geen enkele ("nul") asielzoeker meer toegelaten werd. Op de opmerking van de interviewer dat Fortuyn dat niet mocht zeggen van zijn partij, reageerde Fortuyn met "Nou, daar moest ik me maar eens niet zoveel meer van aantrekken". Dat ene zinnetje was de aanleiding voor de breuk met Leefbaar Nederland. Tijdens de bijeenkomst waarin die breuk plaatsvond, riep Fortuyn geëmotioneerd uit: "Wij hebben godverdomme hier gewoon [..] een vijfde colonne! Van mensen die het land naar de verdommenis willen brengen." Enkele dagen later richtte hij zijn eigen politieke beweging op, de Lijst Pim Fortuyn.

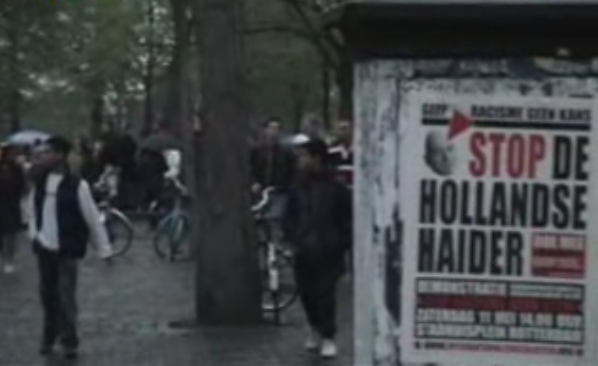
Anti-Fortuyn poster van de Internationale Socialisten met de slogan Stop de Hollandse Haider vlak bij de woning van Fortuyn in Rotterdam op 6 mei 2002

De vergelijkingen met de politici Jörg Haider en Jean-Marie Le Pen werden in Nederland geïntroduceerd door de buitenlandse media. Vervolgens werd hieraan veelvuldig gerefereerd door Nederlandse journalisten en politici. Een expliciete vergelijking met Le Pen werd bijvoorbeeld gemaakt door Ad Melkert, toenmalig lijsttrekker van de PvdA, die in Emmen op 24 april 2002 zei: "Als je flirt met Fortuyn, dan gebeurt er in Nederland straks hetzelfde als in Frankrijk. Daar zijn ze wakker geworden met Le Pen, straks worden wij wakker met Fortuyn." Op 5 mei, de dag voor de moord, voerde Fortuyn een debat met Melkert voor het Algemeen Dagblad over de demonisering van zijn persoon. Daarin vertelde de LPF-lijsttrekker dat hij vele journalisten heeft moeten uitleggen dat het beeld dat geschapen werd niet klopte. En columnist Jan Blokker schreef: "Na lezing (...) was ik er eens te meer van overtuigd dat Professor Pim wel degelijk de Jean-Marie Le Pen, de Filip Dewinter, de Jörg Haider en de nieuwe Hans Janmaat van Nederland mag heten."
Fortuyn zei echter zichzelf niet te zien als een extreemrechts politicus, evenmin als een libertarische populist en hij verzette zich tegen deze vergelijkingen. Hij zei bijvoorbeeld dat hij niet zoals Le Pen de Holocaust zou bagatelliseren en evenmin buitenlanders gedwongen het land zou willen uitzetten. Hij voegde daaraan toe dat hij een generaal pardon voor alle circa 6.000 toenmalige illegalen en uitgeprocedeerde asielzoekers in Nederland voorstond. Volgens hem zou iedereen die al in Nederland was, ook in Nederland moeten kunnen blijven, met uitzondering van illegale immigranten uit de Nederlandse Antillen.
Hoewel Fortuyn veel publiciteit kreeg en ook veel aanhang zou verwerven door het aan de orde stellen van de problematiek rond het vreemdelingenbeleid, bleek hij tevens een sterke motor voor het idee van een generaal pardon voor illegale asielzoekers die nog onder de oude vreemdelingenwet vielen. Eerder hadden politici als Joop Glimmerveen (Nederlandse Volks-Unie) en Hans Janmaat (Centrumpartij, later Centrumdemocraten) openlijk een massale uitzetting bepleit van "ongewenste buitenlanders": een "enkele reis terug".
In de aanloop naar de Tweede Kamerverkiezingen in 2002 maakte Pim Fortuyn deze problematiek tot een van de speerpunten in zijn programma.
In het genoemde veel ophef veroorzakende interview in de Volkskrant in februari 2002 trachtte hij zijn standpunt ten opzichte van Janmaat te nuanceren.
Gevraagd naar het verschil tussen hem en Janmaat, antwoordde Fortuyn:

Ik zeg: iedereen die hier binnen is, blijft hier binnen. Janmaat ging wel een stapje verder. Die wilde bevorderen dat mensen een enkele reis terug kregen. Dat zult u bij mij niet zien. Wat ik wel zeg, is dat het nu afgelopen moet zijn. En dat we er genoeg hebben. Veertigduizend per jaar, dat is in vier jaar tijd een stad van een omvang van Groningen. Dat moeten mensen zich eens even goed realiseren. En dan veelal: enkele reis onderklasse. Nou dat zie ik niet zo zitten. Daar moeten we maar eens even mee stoppen.

Tijdens de kabinetsformatie van mei 2002 zou zijn partij de LPF het voorstel inbrengen om de groep asielzoekers die langer dan vijf jaar in Nederland verbleef een generaal pardon te verlenen, echter gecombineerd met een volledige immigratiestop. Begin 2003 stelde LPF-minister voor Vreemdelingenzaken en Integratie Hilbrand Nawijn een specifiek pardon voor, de Eenmalige Regeling 2003.

### Andere standpunten en uitspraken

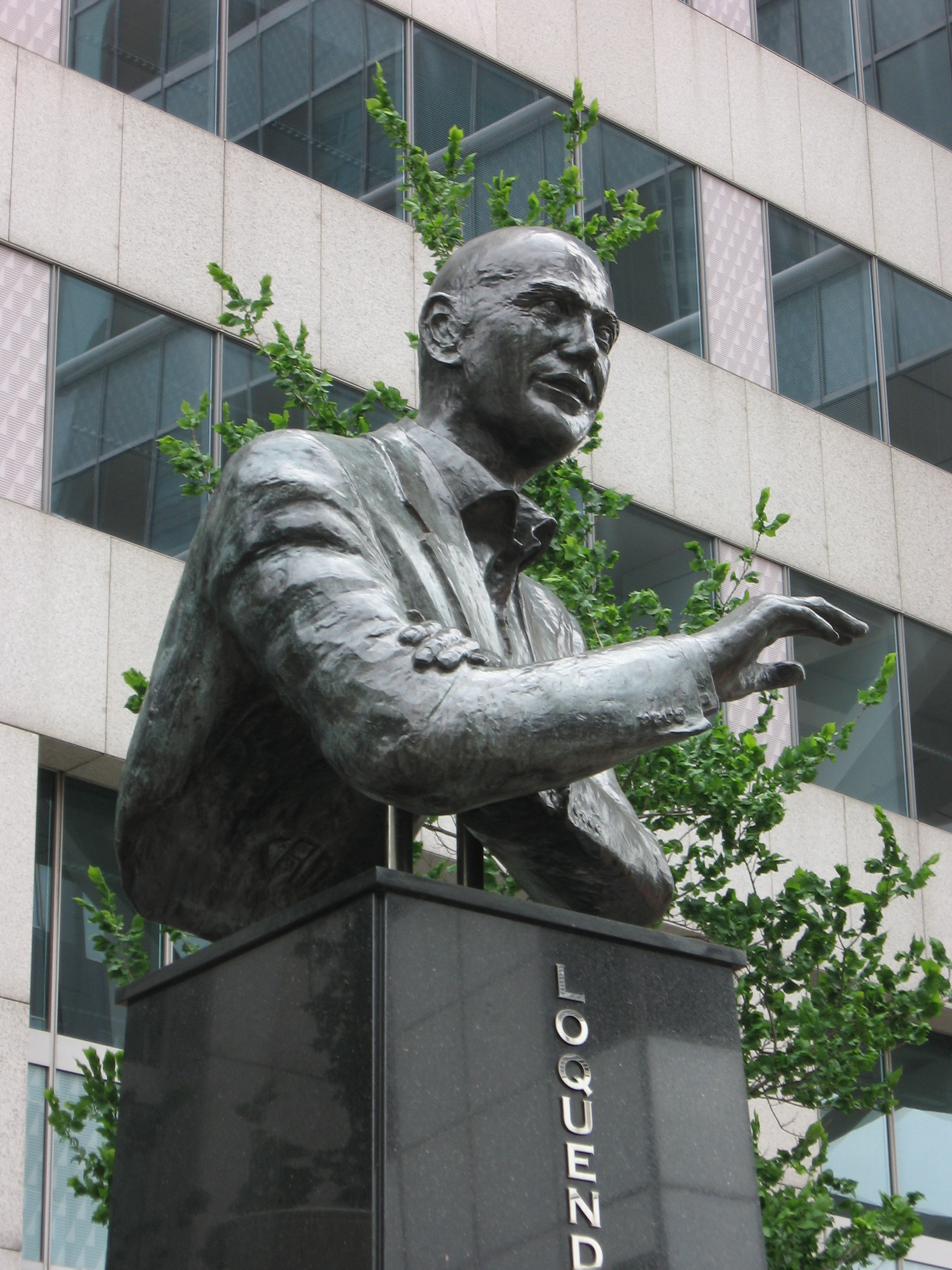
Buste van Pim Fortuyn in Rotterdam

Uit het voorgaande zou zijn af te leiden dat Pim Fortuyn aansloot bij de Nederlandse tradities. Dat was echter niet altijd het geval. Hij was verklaard republikein en lid van het Republikeins Genootschap. Desgevraagd zei hij de bestaande staatsrechtelijke verhoudingen te respecteren als deel van het Nederlands staatsbestel en van de Nederlandse Grondwet, maar liever vandaag dan morgen een gekozen president te hebben.
Hij was een voorstander van het Amerikaanse democratische tweepartijenstelsel met een gekozen president, gekozen burgemeesters en politiecommissarissen. Een kabinet met hem als premier zou bestaan uit niet meer dan zes ministers met staatssecretarissen. Wie de andere departementen zouden leiden, liet hij niet in het midden, maar zette Fortuyn uiteen op pagina 142 van zijn boek De puinhopen van acht jaar Paars. Fortuyn stelde zes clusters voor, met elk een minister aan het hoofd, die de verantwoordelijkheid zou krijgen over enkele samengevoegde departementen, die niet langer door aparte ministers bestuurd hoefden te worden. Later heeft Wouter Bos een soortgelijk idee geopperd: volgens Bos moest het aantal ministers drastisch verminderd worden en moeten er veel meer staatssecretarissen komen, want die zouden dan beter doorhebben wat er gaande is in hun departementsdeel.
Fortuyn stelde ook in zijn columns en boeken de tekortkomingen van de Nederlandse overheid aan de orde. Hij viel daarbij vooral op door zijn kritische, organisatiekundige invalshoek. Zo bekritiseerde hij veelvuldig de overheidsbureaucratie in de zorg, de economie en het onderwijs.
Tijdens zijn politieke loopbaan stelde hij voor dat de WAO alleen zou moeten worden toegekend aan door het werk ziekgeworden werknemers (risque professionel). Net voor zijn dood zei hij dat hij voorlopig het SER-voorstel voor de WAO zou accepteren, en dat hij na twee jaar zou evalueren of hij tevreden was met de afname van het aantal WAO'ers.
In zijn politieke programma wilde hij het overheidsapparaat efficiënter maken om zo meer middelen ter beschikking te krijgen voor de uitvoering van zijn inhoudelijke programma.
Fortuyn sprak zich in een interview met Katholiek Nieuwsblad van 15 februari 2002 uit tegen "medelijden" met bijstandsmoeders, en zei dat volgens hem anticonceptie het mogelijk maakte tegenwoordig kinderen te "nemen" en niet meer te "krijgen"; voorts verklaarde Fortuyn zich als katholiek te blijven beschouwen, ondanks zijn openlijke homoseksualiteit. In het interview uitte Fortuyn echter schijnbaar ariaanse denkbeelden, en in het interview gaf hij aan in de praktijk niet "zoals de paus het wil" te leven; Fortuyn noemde Adrianus kardinaal Simonis een "fundamentalist", maar wees de Acht Mei Beweging af als "scheurmakerij" en "scherpslijpers". De bekende eveneens homoseksueelgerichte kunsthistoricus en priester prof. dr. Antoine Bodar werd door Fortuyn bestempeld als een "heel vreselijke man", die het "gevaar van de islam" zou ontkennen. Fortuyn beweerde dat paus Johannes Paulus II met de islam "onder één hoedje" zou spelen door samen met prominente moslims "in één kerk te gaan zitten" tijdens de Internationale Interreligieuze Gebedsconferenties voor de Wereldvrede te Assisi (Italië) in 1986 en 2002. Ofschoon Pim Fortuyn islamitisch onderwijs zei te willen verbieden, wilde Fortuyn het christelijk onderwijs juist bewaren en niet inperken omdat het "geseculariseerd" zou zijn; zijn eigen schooltijd bij de paters Augustijnen beschreef hij als uiterst aangenaam en liefdevol.
In de laatste maanden van zijn leven leek Fortuyn echter toch weer nader tot de rooms-katholieke kerk van zijn jeugd te komen. Hij trad - tot verbazing van sommige commentatoren - meermaals samen met de oude traditionele Haagse pastoor Louis Berger naar voren in tv-programma's (onder andere Business Class van Harry Mens) en stond erop, dat priester Berger hem vergezelde. Berger was sinds de laatste maanden voor Fortuyns dood diens "vriend en biechtvader" geworden. In april 2009 verklaarde pastoor Berger, dat Fortuyn "met ups en downs" katholiek was gebleven, ondanks zijn rebellie tegen het geloof, en dat Fortuyn ook enkele weken voor zijn dood bij Berger tot het biechtsacrament was teruggekeerd; bovendien had Fortuyn hem toevertrouwd dat hij "voorstander" was van de "oude Latijnse heilige Mis". Op 5 mei 2002, één dag voordat hij vermoord werd, plaatste Fortuyn een briefje aan de deur van de afwezige pastoor Berger met de woorden: "De partijleider staat voor uw deur en u bent er niet. Waar moet hij nu zijn biecht doen?"

### Invloed
Ondanks de kritiek erkenden zijn tegenstanders dat Fortuyn het talent bezat stem te geven aan bestaande onlustgevoelens en dat deed in een taal die de mensen aansprak. Van hem werd gezegd dat hij de politieke verhoudingen wakker heeft geschud en dat hij het Haagse 'regentendom' in het hart heeft getroffen. Vraagstukken die voorheen politiek incorrect waren, werden aan de kaak gesteld en zijn bespreekbaar(der) geworden.

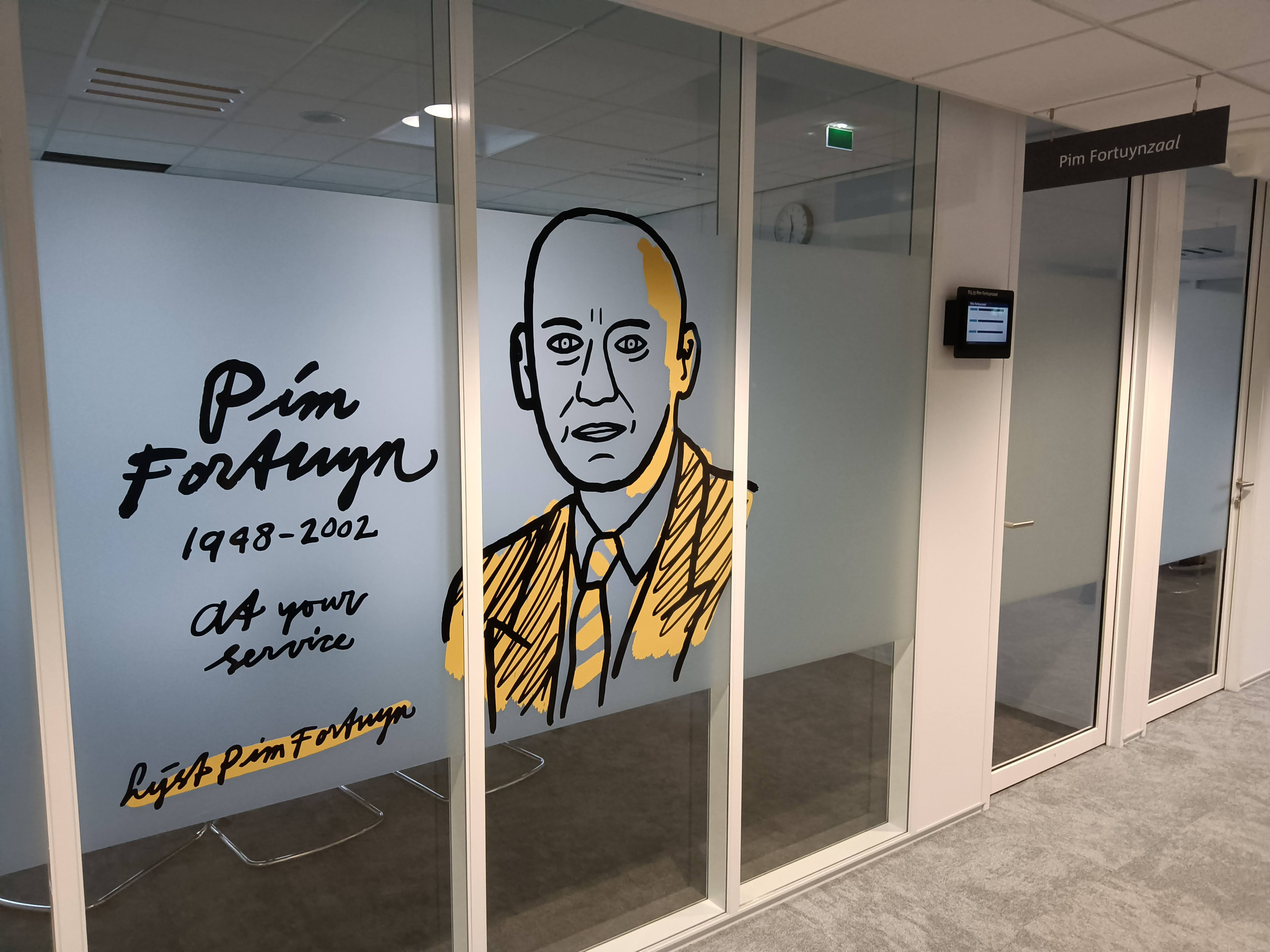
Vergaderruimte vernoemd naar Fortuyn in het tijdelijke onderkomen van de Tweede Kamer

Sommige ideeën van Fortuyn zijn dan ook door politieke partijen, waaronder initiële tegenstanders, overgenomen. Met name zijn analyse van de 'falende overheid' is overgenomen door de heersende politieke stromingen.
Grote invloed hebben Fortuyns felle kritiek op de islam en zijn bestrijding van het multiculturalisme gehad op de publieke opinie en het politieke landschap na hem (de Fortuyn-revolte). Tegenwoordig is de Nederlandse politiek veel meer gepolariseerd dan voorheen gebruikelijk was, vooral wat betreft thema's als immigratie en integratie. Er is diepe verdeeldheid of de multiculturele samenleving mag worden beschouwd als verrijking of ramp en over de mate waarin assimilatie van nieuwkomers geëist mag worden.

## Na de moord
In 2002 wilde Marten Fortuyn, de broer van Pim, dat minister Klaas de Vries zou aftreden omdat die politiek verantwoordelijk zou zijn geweest voor de slechte beveiliging van zijn broer.

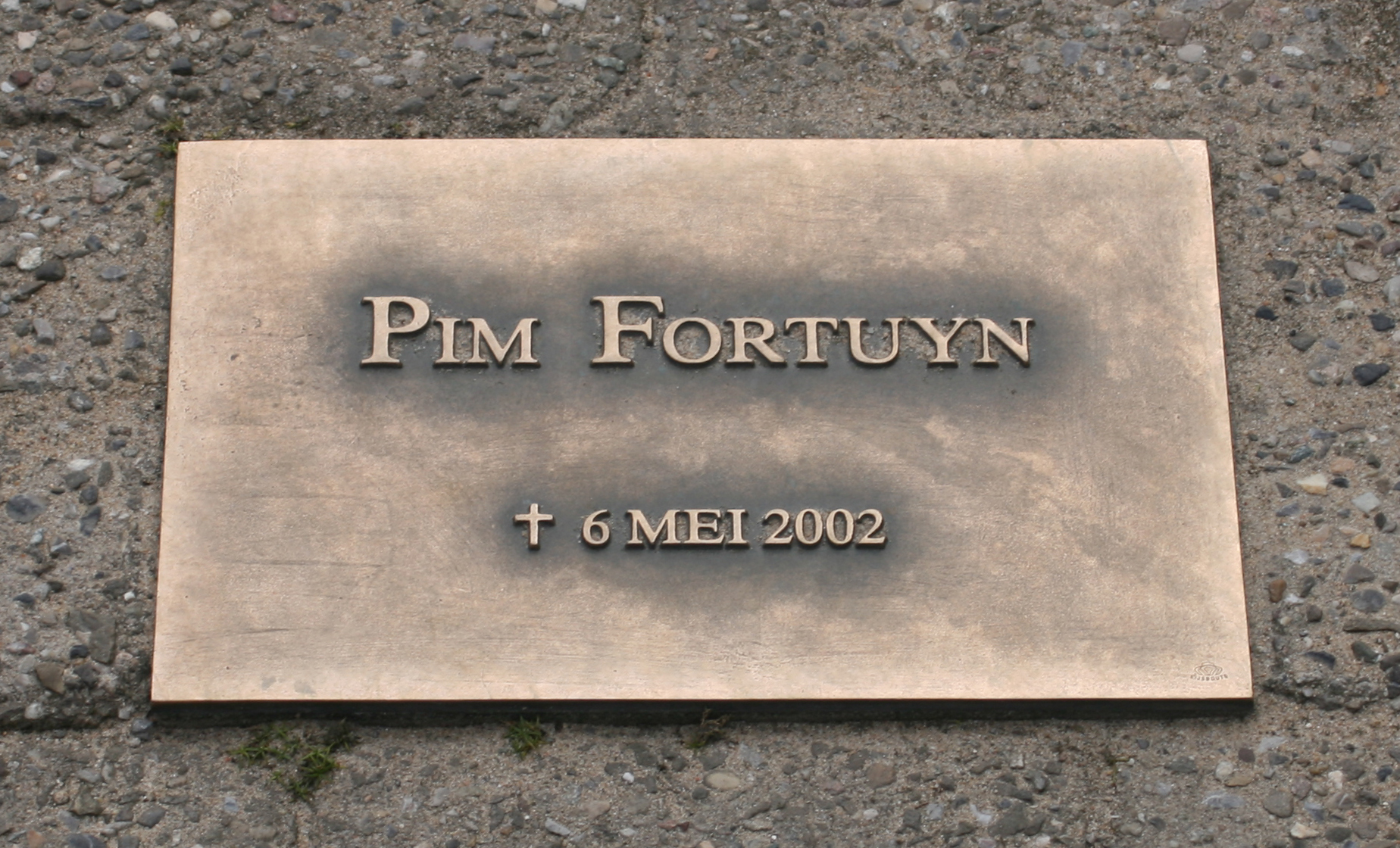
Gedenkplaat op de parkeerplaats van het voormalige Audiocentrum op het Media Park in Hilversum, waar vroeger de studio's van NPO 3FM waren

Na de moord op Fortuyn wilden allerlei personen in de Nederlandse lokale en landelijke politiek het gedachtegoed van Fortuyn voortzetten. Zo werd het standpunt over artikel 1 van de Nederlandse Grondwet, dat Fortuyn wilde afschaffen in 2006 overgenomen door Geert Wilders. Deze wilde het artikel vervangen door een ander artikel, dat de joods-christelijke en humanistische cultuur in Nederland benadrukt. Wilders was destijds onafhankelijk Tweede Kamerlid, na zijn vertrek uit de VVD. Met zijn nieuwe Partij voor de Vrijheid haalde hij in november 2006 bij de Kamerverkiezingen negen zetels.

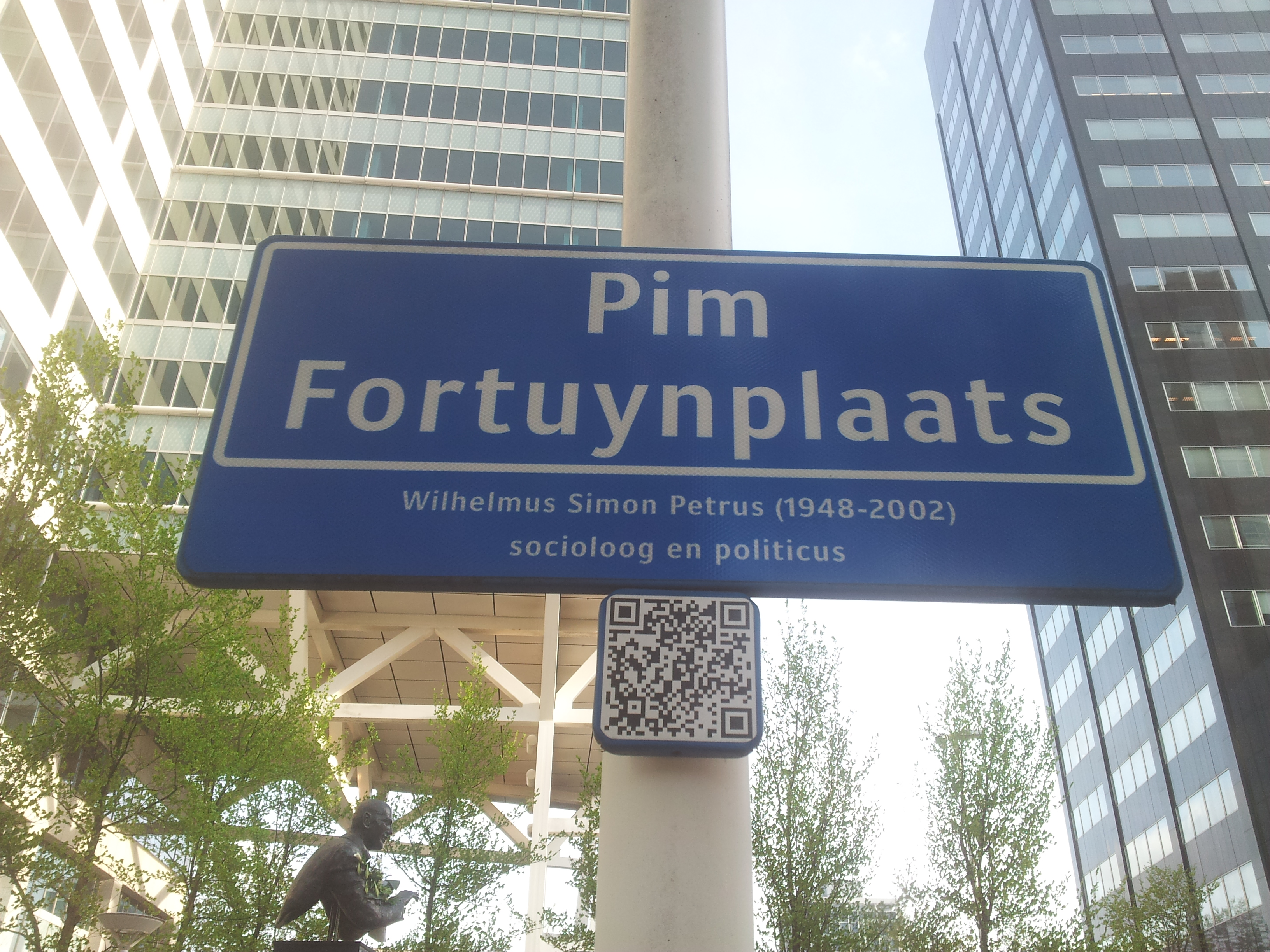
Straatnaambord van de Pim Fortuynplaats in Rotterdam

De Stichting Beeld van Pim organiseert jaarlijks op de sterfdatum van Fortuyn een herdenking. In een bustoer worden verschillende plaatsen aangedaan, waaronder de woning van Fortuyn, het Mediapark in Hilversum en het standbeeld van Fortuyn aan de Korte Hoogstraat in Rotterdam. Dit beeld is ontworpen door Corrie Ammerlaan. Op 6 mei 2012, precies tien jaar na de moord op Fortuyn, werd het gedeelte van de Korte Hoogstraat waar het standbeeld staat, omgedoopt in Pim Fortuynplaats.

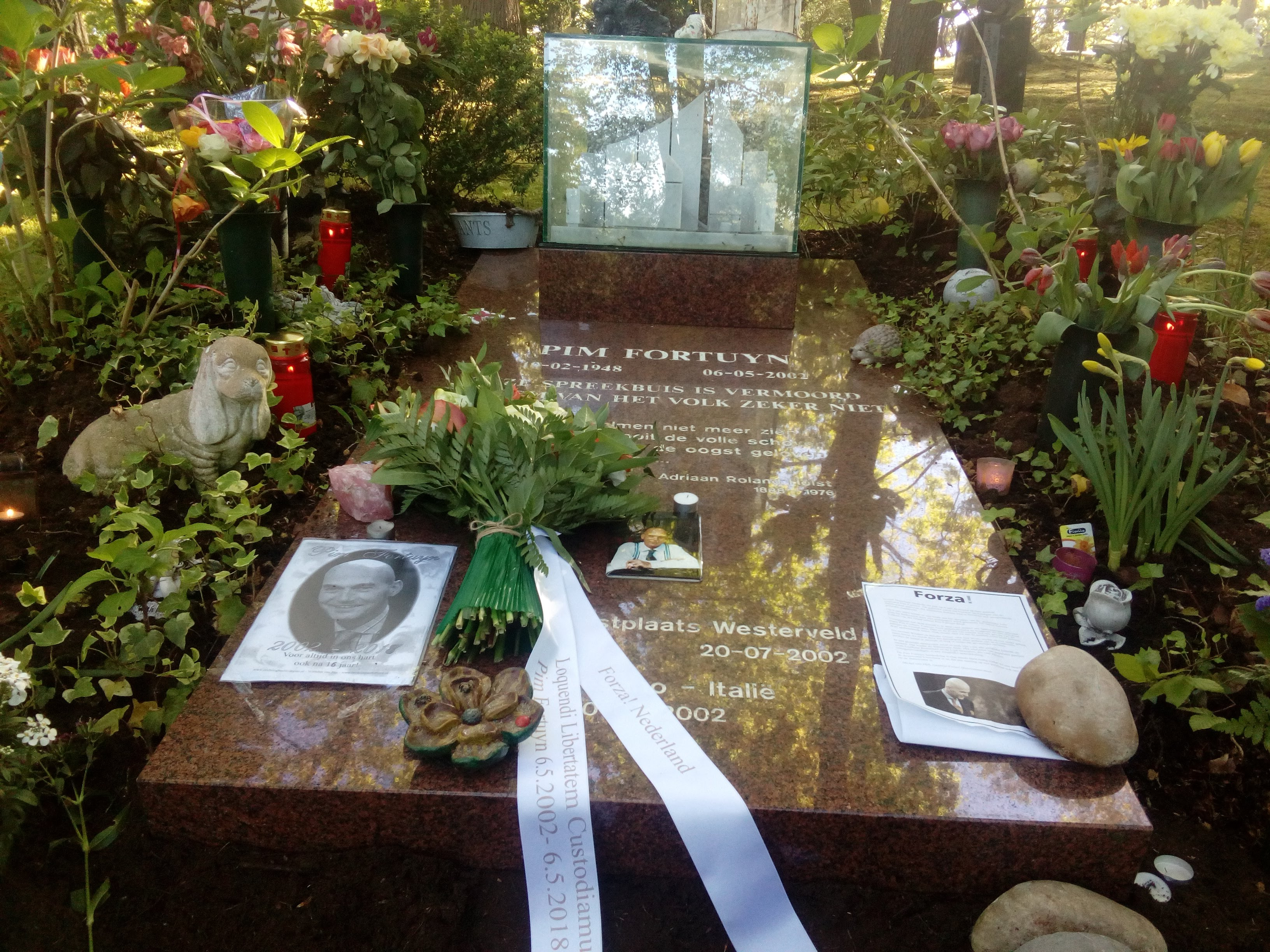
De tijdelijke rustplaats van Fortuyn op begraafplaats Westerveld, Driehuis

Na de dood van Fortuyn verkocht zijn familie het 'Palazzo di Pietro' aan de Haagse vastgoedmagnaat Chris Thunessen. Deze wilde het op zijn beurt alleen doorverkopen als de nieuwe eigenaren niets zouden veranderen aan het woonhuis en de inventaris. De nieuwe eigenaren gaven aan van plan te zijn in het huis een assurantie- en adviesbureau te vestigen.
In 2003 en 2004 werden de rouwuitingen (brieven, kaartjes, pamfletten, objecten, condoleanceregisters) die na zijn dood werden neergelegd bij de verschillende tijdelijke monumenten in het land (woonhuis en stadhuis in Rotterdam, Dam en homomonument in Amsterdam, omroepcomplex te Hilversum, Plein in Den Haag) en bij zijn tijdelijke graf op de begraafplaats Driehuis-Westerveld door de familie Fortuyn aan het Meertens Instituut te Amsterdam geschonken. Het materiaal is er in het archief opgenomen en raadpleegbaar voor onderzoek.
Op 15 november 2004 werd Fortuyn in het gelijknamige KRO-televisieprogramma gekozen tot 'de grootste Nederlander'. Deze verkiezing werd verricht door het Nederlandse publiek, en wel door middel van telefoon en internet. De KRO berichtte een dag later dat veel stemmen door overbezette lijnen niet tijdens de uitzending waren ontvangen; omdat de KRO had afgesproken alleen die stemmen te laten gelden die tot en met de uitzending waren binnengekomen, werden deze te laat ontvangen stemmen niet meer meegenomen in de eindtelling. Was dat wel gebeurd, dan zou niet Pim Fortuyn maar Willem van Oranje de grootste Nederlander zijn geworden.
In 2005 kreeg Peter R. de Vries  twee diskettes in handen, waaruit bleek dat de Regionale Inlichtingendienst via een informant onderzoek had gedaan naar het privéleven van Fortuyn. Minister van Binnenlandse Zaken en Koninkrijksrelaties Johan Remkes verklaarde dat uitsluitend tips zijn onderzocht, waarbij is gehandeld volgens de geldende voorschriften voor integriteitsonderzoek.
Op 27 juni 2009 werd de inboedel van Fortuyn geveild bij Veilinghuis Hessink's te Nijmegen. Het schilderij waarop Pim Fortuyn met zijn hondjes Carla en Kenneth (beide van het ras cavalier-kingcharlesspaniël) staat afgebeeld, werd voor 41.000 euro verkocht. In totaal was de opbrengst 495.000 euro.
Vanaf 2015 wordt jaarlijks de Pim Fortuynprijs uitgereikt aan een opiniemaker, politicus of bestuurder die het gedachtegoed van Fortuyn mede uitdraagt.
In 2022 verscheen de vijfdelige dramaserie Het jaar van Fortuyn, waarin een gedramatiseerde versie wordt gegeven van de verkiezingsstrijd tussen Fortuyn en Ad Melkert in de aanloop naar de Tweede Kamerverkiezingen van 2002. De rol van Fortuyn werd in de serie vertolkt door Jeroen Spitzenberger.
Op 6 mei 2024, precies 22 jaar na zijn overlijden, werd met goedkeuring van de familie Fortuyn een crowdfunding gestart met als doel een aantal boeken van Fortuyn in te laten spreken met een door AI gegenereerd stemgeluid van Fortuyn.

## Publicaties
- De ontwikkeling van het stakingsrecht in Nederland (met Harry van den Berg en Teun Jaspers) (SUN, 1978; ISBN 90-6168-129-4).
- Sociaal-economische politiek in Nederland 1945-1949 (dissertatie) (Samsom, 1981; ISBN 90-14-03091-6).
- Vĳfendertig jaar SER-adviezen (met Willem Dercksen, Teun Jaspers en Cees de Galan) (Kluwer, 1982).
- Het sociale element in het nationaal-socialisme, in: Sociologisch Tijdschrift 9 (1982-1983), pag. 695-712 (met K. Asselbergh).
- De Nederlandse verzorgingsstaat. Terugblik en vooruitzien (red. met Wil Albeda en Louw de Graaf) (Kluwer, 1983; ISBN 90-312-0236-3). Daarin hoofdstuk 1: 'Het tenslotte'.
- Om de toekomst van de werkgelegenheid. Eerherstel voor het marktmechanisme, volledige werkgelegenheid en een beschaafd stelsel van sociale zekerheid zijn onverenigbaar (Kok Agora, 1985; ISBN 90-242-7520-2).
- Stakingsrecht in Nederland. Theorie en praktijk 1872-1986 (Fibula-Van Dishoeck, 1985; ISBN 90-228-3159-0).
- Positie bepaald, koers uitgezet (Havenondernemersvereniging SVZ, 1989; ISBN 90-9003230-4).
- Een toekomst zonder ambtenaren (inaugurele rede) (SDU, 1991; ISBN 90-5409-000-6).
- Zonder ambtenaren. De overheid als ondernemer (Veen, 1991; ISBN 90-204-2029-1. Heruitgave als Pandora Pocket door Contact, 1994; ISBN 90-254-5504-2).
- Aan het volk van Nederland. De contractmaatschappij, een politiek economische zedenschets (Contact, 1992; ISBN 90-254-0303-4).
- De overheid als ondernemer (Contact, 1993; ISBN 90-254-0187-2).
- Het zakenkabinet Fortuyn (A.W. Bruna, 1994; ISBN 90-229-8158-4).
- De verweesde samenleving (A.W. Bruna, 1995; ISBN 90-229-8244-0. Vernieuwde heruitgave Karakter, 2002; ISBN 90-6112-931-1. Vernieuwde heruitgave Vesper Publishing, 2021; ISBN 978-9083134611.
- Beklemmend Nederland (A.W. Bruna, 1995; ISBN 90-229-8234-3).
- Uw baan staat op de tocht! Het einde van de overlegeconomie (A.W. Bruna, 1995; ISBN 90-229-8264-5).
- Mijn collega komt zo bij u. Dienstverlening in Nederland (A.W. Bruna 1996; ISBN 90-229-8351-X).
- Tegen de islamisering van onze cultuur. Nederlandse identiteit als fundament (A.W. Bruna, 1997; ISBN 90-229-8338-2. Vernieuwde heruitgave Karakter, 2001; ISBN 90-6112-861-7. Vernieuwde heruitgave De islamisering van onze cultuur, Vesper Publishing, 2021; ISBN 9789083134635).
- Zielloos Europa. Tegen een Europa van technocraten, bureaucratie, subsidies en onvermijdelijke fraude (A.W. Bruna, 1998; ISBN 90-229-8352-8).
- 50 jaar Israël, hoe lang nog? Tegen het tolereren van fundamentalisme (A.W. Bruna, 1998; ISBN 90-229-8407-9).
- Babyboomers. Autobiografie van een generatie (A.W. Bruna 1998; ISBN 90-229-8369-2. Vernieuwde heruitgave Karakter, 2002; ISBN 90-6112-941-9. Vernieuwde heruitgave Vesper Publishing, 2021: Pim Fortuyn, de autobiografie; ISBN 978-9083134611).
- De derde revolutie! Hoe de informatietechnologie alles op zijn kop zet (A.W. Bruna, 1999; ISBN 90-229-8441-9).
- Droomkabinet. Hoe Nederland geregeerd moet worden (Van Gennep, 2001; ISBN 90-5515-286-2).
- De puinhopen van acht jaar paars (Karakter, 2002; ISBN 90-6112-911-7. Vernieuwde heruitgave Vesper Publishing, 2021; ISBN 9789083134628).
- A hell of a job. De verzamelde columns (Speakers Academy, 2002; ISBN 90-8063-006-3).
- Politiek testament (Vesper Publishing, 2022; ISBN 978-9083134611).

## Secundaire literatuur
- Herwaarden, Clemens van, Fortuyn, Chaos en Charisma (Amsterdam 2005) over Fortuyn als charismatisch politicus
- Margry, Peter Jan, 'Performative Memorials: Arenas of Political Resentment in Dutch Society', in: P.J. Margry & H. Roodenburg (eds), Reframing Dutch Culture. Between Otherness and Authenticity (Aldershot 2007) 109-133, [over de herdenkingscultuur na Fortuyns dood].
- Ornstein, Leonard, De jonge Fortuyn (2012) (1948-1972)
- Pels, Dick, De geest van Pim, Het gedachtegoed van een politieke dandy (Amsterdam 2003).
- Wansink, Hans, De erfenis van Fortuyn. De Nederlandse democratie na de opstand van de kiezers (Amsterdam 2004).
- Veen, Ine, Moord namens de 'Kroon'? Het ultieme leven van Pim Fortuyn (Aspekt, 2007; ISBN 90-5911-554-6).
- Radstok, Nick, het Rad van Fortuyn (gepubliceerd in 2015). ISBN 978-94-022-2008-7).